# Variimorda briantea
Variimorda briantea là một loài bọ cánh cứng trong họ Mordellidae. Loài này được Comolli miêu tả khoa học năm 1837.